# Barry Livingston

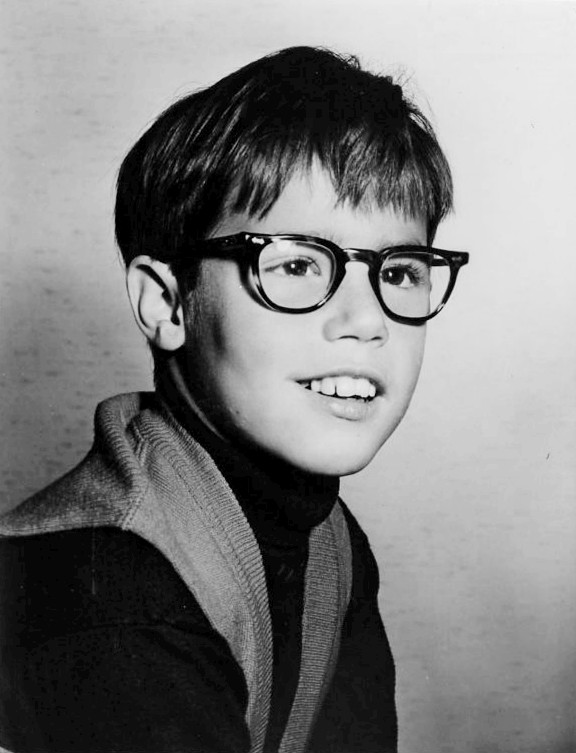
Barry Livingston (1963)

Barry Gordon Livingston (* 17. Dezember 1953 in Hollywood, Kalifornien) ist ein US-amerikanischer Schauspieler und Fernsehschauspieler.

## Leben
Barry Livingston wurde 1953 in Hollywood, im US-Bundesstaat Kalifornien als Sohn von Lillian Rochelle Palyash und Hilliard Livingston geboren. Er besuchte die Grant High School und die North Hollywood High School.
1960 bis 1963 war Livingston in 18 Folgen der Fernsehserie The Adventures of Ozzie & Harriet erstmals im Fernsehen zu sehen. 1961 hatte er seine erste Filmrolle in Der Bürotrottel. 1963 bis 1972 war er in der Fernsehserie Meine drei Söhne zu sehen. Sein Schaffen für Film und Fernsehen umfasst mehr als 160 Produktionen.
Im Oktober 2011 veröffentlichte Barry Livingston seine anekdotenreiche Autobiografie The Importance of Being Ernie, in der er seine Karriere von My Three Sons bis Mad Men und darüber hinaus beschreibt. Livingston tritt vor allem als Gastschauspieler in verschiedenen Serien in Erscheinung, so war er im Fernsehen in Episoden von Mad Men, The New Adventures of Old Christine, Two and a Half Men und Anger Management zu sehen. Barry Livingston ist das einzige Besetzungsmitglied von My Three Sons, das noch eine gültige Screen Actors Guild Card besitzt.

## Filmografie
- 1960–1963: The Adventures of Ozzie & Harriet (The Adventures of Ozzie and Harriet, Fernsehserie, 18 Folgen)
- 1961: Heute Abend Dick Powell (The Dick Powell Show, Fernsehserie, Folge 1x07)
- 1961: Der Bürotrottel (The Errand Boy)
- 1962: The Dick Van Dyke Show (Fernsehserie, Folge 1x19)
- 1963: Sam Benedict (Fernsehserie, Folge 1x24)
- 1963: Papa’s Delicate Condition
- 1963: My Six Loves
- 1963–1964: Hoppla Lucy! (The Lucy Show, Fernsehserie, 2 Folgen)
- 1963–1972: Meine drei Söhne (My Three Sons, Fernsehserie, 232 Folgen)
- 1964: Breaking Point (Fernsehserie, Folge 1x19)
- 1965: Love & Kisses (Love and Kisses)
- 1966: Vacation Playhouse (Fernsehserie, Folge 4x07)
- 1966: The Two of Us (Fernsehfilm)
- 1972: The Sandy Duncan Show (Fernsehserie, Folge 1x08)
- 1973: Room 222 (Fernsehserie, Folge 4x15)
- 1973: Der Chef (Ironside, Fernsehserie, Folge 6x16 Der Anrufer)
- 1973: You're a Good Man, Charlie Brown (Fernsehfilm)
- 1973: Thicker Than Water (Fernsehserie, Folge 1x08)
- 1973: Die Straßen von San Francisco (The Streets of San Francisco, Fernsehserie, Folge 2x12 Eskalation (O.m.U.))
- 1974: The Elevator (Fernsehfilm)
- 1974: Im Hurricane (Hurricane, Fernsehfilm)
- 1974: Sons and Daughters (Fernsehserie, 7 Folgen)
- 1974: Make-up und Pistolen (Police Woman, Fernsehserie, Folge 1x11)
- 1974: Love Is Not Forever (Fernsehfilm)
- 1975: Lucas Tanner (Fernsehserie, Folge 1x17)
- 1977: Sidewinder 1
- 1983: High School U.S.A. (Fernsehfilm)
- 1983: Alvin und die Chipmunks (Alvin and the Chipmunks, Fernsehserie, 13 Folgen, Sprechrolle)
- 1984: Simon & Simon (Fernsehserie, Folge 3x18 Auf alle Fälle eine Falle)
- 1984: Hart aber herzlich (Hart to Hart, Fernsehserie, Folge 5x19)
- 1985: Touchdown (1st & Ten, Fernsehserie, Folge 1x05)
- 1987: Masters of the Universe
- 1989: Die Girls Gang (Easy Wheels)
- 1990–1992: Doogie Howser, M.D. (Fernsehserie, 3 Folgen)
- 1992: Die total beknackte Nuß (The Nutt House)
- 1992: Maniac Cop 3 (Maniac Cop III: Badge of Silence)
- 1992: The Elf Who Saved Christmas (Fernsehfilm)
- 1993: The Elf and the Magic Key (Fernsehfilm)
- 1994–1995: Superman – Die Abenteuer von Lois & Clark (Lois & Clark: The New Adventures of Superman, Fernsehserie, 3 Folgen)
- 1995: Die O.J. Simpson Story – Der Mordfall des Jahrhunderts (The O.J. Simpson Story, Fernsehfilm)
- 1996: Hilfe, meine Mom ist unsichtbar (Invisible Mom)
- 1996: Boston College (Boston Common, Fernsehserie, Folge 2x09)
- 1997: Die Nanny (The Nanny, Fernsehserie, Folge 4x17 Oh Schreckschraube)
- 1997: Steel Sharks – Überleben ist ihr Ziel (Steel Sharks)
- 1997: Sliders – Das Tor in eine fremde Dimension (Sliders, Fernsehserie, Folge 3x24)
- 1998: Ally McBeal (Fernsehserie, Folge 1x12 Das Tier im Manne)
- 1998: USA High (Fernsehserie, Folge 1x53)
- 1998: X-Factor: Das Unfassbare (Beyond Belief: Fact or Fiction, Fernsehserie, Folge 2x10)
- 1998: California Highschool 2 (Saved by the Bell: The New Class, Fernsehserie, Folge 6x08)
- 1999: Die Schattenkrieger (Soldier of Fortune, Inc., Fernsehserie, Folge 2x16)
- 1999: Invisible Mom II
- 1999: Allein unter Nachbarn (The Hughleys, Fernsehserie, Folge 2x09)
- 2000: Für alle Fälle Amy (Judging Amy, Fernsehserie, Folge 1x14)
- 2000: Zoe, Duncan, Jack & Jane (Zoe, Duncan, Jack and Jane, Fernsehserie, Folge 2x10)
- 2000: The Huntress (Fernsehserie, Folge 1x08)
- 2000: Sabrina – Total Verhext! (Sabrina, the Teenage Witch, Fernsehserie, Folge 5x02)
- 2001: Boston Public (Fernsehserie, Folge 1x18 Striptease)
- 2001: The West Wing – Im Zentrum der Macht (The West Wing, Fernsehserie, Folge 2x20 Sturzgefahr)
- 2001: Tremors 3 – Die neue Brut (Tremors 3: Back to Perfection)
- 2001: All About Us (Fernsehserie, Folge 1x13)
- 2001: Robbie's Brother
- 2002: Will & Grace (Fernsehserie, Folge 4x23 Eine verhängnisvolle Affäre)
- 2002: Meine Familie – Echt peinlich (Maybe It’s Me, Fernsehserie, Folge 1x21)
- 2002: Roswell (Fernsehserie, Folge 3x18)
- 2002: Son of the Beach (Fernsehserie, Folge 3x13)
- 2002: American Dreams (Fernsehserie, Folge 1x04)
- 2002: Do Over – Zurück in die 80er (Do Over, Fernsehserie, Folge 1x13)
- 2003: Dickie Roberts: Kinderstar (Dickie Roberts: Former Child Star)
- 2003: The Guardian – Retter mit Herz (The Guardian, Fernsehserie, Folge 3x07)
- 2004: She Spies – Drei Ladies Undercover (She Spies, Fernsehserie, Folge 2x16)
- 2004: Drew Carey Show (The Drew Carey Show, Fernsehserie, Folge 9x09)
- 2004: Wedding Daze (Fernsehfilm)
- 2004: First Daughter – Date mit Hindernissen (First Daughter)
- 2004: Strong Medicine: Zwei Ärztinnen wie Feuer und Eis (Strong Medicine, Fernsehserie, Folge 5x19)
- 2006: Crossing Jordan – Pathologin mit Profil (Crossing Jordan, Fernsehserie, Folge 5x12 Schutzlos)
- 2006: Rodney (Fernsehserie, Folge 2x10)
- 2006: Mystery Woman (Fernsehserie, Folge 2x02)
- 2007: Pandemic – Tödliche Erreger (Pandemic, Miniserie)
- 2007: Zodiac – Die Spur des Killers (Zodiac)
- 2007: Mad Men (Fernsehserie, Folge 1x08 Ehrenmitglied)
- 2007: Final Approach – Im Angesicht des Terrors (Final Approach, Fernsehfilm)
- 2008: Eli Stone (Fernsehserie, Folge 1x02 Doppeldecker)
- 2008: Two and a Half Men (Fernsehserie, Folge 5x15 Der Trauerarbeiter)
- 2008: Leg dich nicht mit Zohan an (You Don’t Mess with the Zohan)
- 2008: The New Adventures of Old Christine (Fernsehserie, Folge 4x08 Selbstwertgefühl-Tempura)
- 2008: Terminator: The Sarah Connor Chronicles (Fernsehserie, Folge 2x13)
- 2009: Expecting a Miracle (Fernsehfilm)
- 2009: Alle hassen Chris (Everybody Hates Chris, Fernsehserie, Folge 4x14 Chris hasst die volle Punktzahl)
- 2009: Big Love (Fernsehserie, 2 Folgen)
- 2009: Navy CIS (Navy NCIS, Fernsehserie, Folge 6x17 Paket von einem Toten)
- 2009: Monk (Fernsehserie, Folge 8x03 Mr. Monk kann kein Mensch sein)
- 2009: Lie to Me (Fernsehserie, Folge 2x04 Geiselnahme)
- 2009: Reich und Schön (The Bold and the Beautiful, Fernsehserie, Folge 1x5691)
- 2009: Porky's IV: Pimpin' Pee Wee (Pimpin’ Pee Wee)
- 2010: Southland (Fernsehserie, Folge 2x02)
- 2010: Desperate Housewives (Fernsehserie, Folge 6x17 Das Souvenir)
- 2010: Dancing on a Dry Salt Lake
- 2010: The Social Network
- 2010: Grey’s Anatomy (Fernsehserie, Folge 7x10 Heilung)
- 2011: The Event (Fernsehserie, Folge 1x13)
- 2011: Kill the Boss (Horrible Bosses)
- 2011: Castle (Fernsehserie, Folge 4x07 Banküberfall)
- 2011: Nur mit Liebe (Love’s Christmas Journey, Fernsehfilm)
- 2011: Supah Ninjas (Fernsehserie, Folge 1x20)
- 2011: Hostel 3 (Hostel: Part III)
- 2012: Suburgatory (Fernsehserie, Folge 1x15 Feuer gegen Feuer)
- 2012: CSI: Miami (Fernsehserie, Folge 10x19 Alle für einen)
- 2012: Revenge (Fernsehserie, Folge 1x19 Absolution)
- 2012: Melissa & Joey (Fernsehserie, Folge 2x06 Hü und Hott)
- 2012: Argo
- 2012: Major Crimes (Fernsehserie, Folge 1x08 Falsche Spuren)
- 2012: Fun Size – Süßes oder Saures (Fun Size)
- 2012: It’s Always Sunny in Philadelphia (Fernsehserie, Folge 8x07 Frank ist wieder im Geschäft)
- 2013: Suche Mitbewohner, biete Familie (Second Chances, Fernsehfilm)
- 2013: Real Husbands of Hollywood (Fernsehserie, Folge 1x08)
- 2013: Mistresses (Fernsehserie, Folge 1x04)
- 2013, 2015: The Fosters (Fernsehserie, 2 Folgen)
- 2014: Glee (Fernsehserie, Folge 5x11 Die Stadt der Engel)
- 2014: Parenthood (Fernsehserie, Folge 5x20 Haus(ver)kauf)
- 2014: Anger Management (Fernsehserie, 3 Folgen)
- 2014: Jersey Boys
- 2014: Looking for Mr. Right (Fernsehfilm)
- 2014: Rizzoli & Isles (Fernsehserie, Folge 5x02 Unter Schock)
- 2015: Beautiful & Twisted (Fernsehfilm)
- 2015: Navy CIS: L.A. (NCIS: Los Angeles, Fernsehserie, Folge 6x16 Das Lächeln des Kriegers)
- 2015: Chasing Life (Fernsehserie, Folge 1x21)
- 2015: Hot in Cleveland (Fernsehserie, Folge 6x14)
- 2015: The Last Ship (Fernsehserie, Folge 2x04 Neue Hoffnung)
- 2016: War Dogs
- 2016: Christmas with the Andersons (Fernsehfilm)
- 2016: Teen Wolf (Teen Wolf (stiles è il migliore), Fernsehserie, Folge 6x05 Stille im Radio)
- 2016: The Bad Twin (Fernsehfilm)
- 2017: The Middle (Fernsehserie, Folge 8x10 Der Fluchtversuch)
- 2017: Trial & Error (Fernsehserie, 5 Folgen)
- 2017: Angie Tribeca (Fernsehserie, Folge 3x03 Ein Unfall für zwei)
- 2017: I'm Sorry (Fernsehserie, Folge 1x05)
- 2017: Me, Myself & I (Fernsehserie, Folge 1x05)
- 2017: The Orville (Fernsehserie, Folge 1x07 Mehrheitsprinzip)
- 2018: Dear White People (Fernsehserie, Folge 2x02)
- 2018: Sideswiped (Fernsehserie, Folge 1x05)
- 2018–2020: Bosch (Fernsehserie, 3 Folgen)
- 2019: The Silent Natural
- 2019: Veronica Mars (Fernsehserie, Folge 4x02 Der Freund aus dem Knast)
- 2019: Are You Sleeping (Truth Be Told, Fernsehserie, 3 Folgen)
- 2020: Narcos: Mexico (Fernsehserie, Folge 2x04)
- 2020: Dead to Me (Fernsehserie, Folge 2x09 Es liegt nicht an dir, es liegt an mir)
- 2020: The Fugitive (Miniserie, Folge 1x01)
- 2020: Paper Tiger
- 2021: The Rookie (Fernsehserie, Folge 3x06 Offenbarungen)
- 2021: Them (Fernsehserie, Folge 1x05)
- 2021: Notorious Nick
- 2022: How I Met Your Father (Fernsehserie, Folge 1x10)
- 2022: Bosch: Legacy (Fernsehserie, Folge 1x06)
- 2022: Die Conners (The Conners, Fernsehserie, Folge 5x08)
- 2023: Mrs. Davis (Miniserie, Folge 1x06)
- 2023: Incarcerated
- 2023: Eine Frage der Chemie (Lessons in Chemistry, Miniserie, Folge 1x03 Einen Fuß vor den anderen)
- 2023: General Hospital (Fernsehserie, 2 Folgen)
- 2024: Isabel's Garden